# Ångermanlands norra valkrets
Ångermanlands norra valkrets var vid valen 1911–1920 till andra kammaren en egen valkrets med tre mandat. Valkretsen avskaffades vid valet 1921, då hela länet sammanfördes i Västernorrlands läns valkrets. 

## Riksdagsmän

### 1912–vårsessionen 1914
- Carl Öberg, lmb
- Fritiof Lundgren, lib s
- Emil Molin, lib s

### Höstsessionen 1914
- Carl Öberg, lmb
- Fritiof Lundgren, lib s
- Emil Molin, lib s

### 1915–1917
- Carl Öberg, lmb
- Fritiof Lundgren, vilde 1915, lib s 1916–1917
- Emil Molin, lib s

### 1918–1920
- Carl Öberg, lmb
- Petrus Bergström, lib s
- Emil Molin, lib s 1918–1919, vilde 1920

### 1921
- Carl Öberg, lmb
- Petrus Bergström, lib s
- Erik Godin, lib s